# Wyhalew
Wyhalew – wieś w Polsce położona w województwie lubelskim, w powiecie parczewskim, w gminie Dębowa Kłoda.
Wieś Wychalów ekonomii brzeskiej w drugiej połowie XVII wieku. W latach 1975–1998 miejscowość administracyjnie należała do województwa bialskopodlaskiego.
Wieś stanowi sołectwo w gminie Dębowa Kłoda. Według Narodowego Spisu Powszechnego z roku 2011 wieś liczyła 352 mieszkańców.
Wierni Kościoła rzymskokatolickiego należą do parafii Narodzenia Najświętszej Maryi Panny w Kodeńcu.